# 1947-es magyar tekebajnokság
Az 1947-es magyar tekebajnokság a kilencedik magyar bajnokság volt. A férfiak bajnokságát augusztus 16. és 17. között rendezték meg Budapesten, az Előre SE pályáján, a nőkét augusztus 20-án Budapesten, az ÉRA SE pályáján.

## Eredmények
| Versenyszám  | Arany                            | Arany | Ezüst                           | Ezüst | Bronz                         | Bronz |
| ------------ | -------------------------------- | ----- | ------------------------------- | ----- | ----------------------------- | ----- |
| Férfi egyéni | Escher Alajos Székesfehérvári TC | 1736  | Kiricsi József Előre TE         | 1729  | Staffa Károly Előre TE        | 1702  |
| Női egyéni   | Ksenitz Andrásné ÉRA SE          | 536   | Borbély Ferencné Kecskeméti MÁV | 535   | Botos Józsefné Kecskeméti MÁV | 533   |